# V mint Vérbosszú (képregény)
A V mint vérbosszú egy tízrészes képregénysorozat, mely 1982 és 1988 között jelent meg a Quality Communications Warrior című magazinjában az Egyesült Királyságban. A képregény írója Alan Moore, rajzolója pedig David Lloyd. A V mint vérbosszú története egy disztópikus jövőben (az 1980-as évekhez képest) játszódik az Egyesült Királyságban, ahol egy titokzatos anarchista valószínűleg a történelemből ismert Guy Fawkes, aki magát csak „V”-nek nevezi, megpróbálja elpusztítani az országot uraló totalitárius kormányt.

## Magyarul olvasható
- V mint vérbosszú; szöveg Alan Moore, rajz. David Lloyd, Tony Weare rajz., ford. Sepsi László; Fumax, Bp., 2018